# Vc.ru
vc.ru (произносится как «виси.ру», до сентября 2015 — «Цукерберг позвонит») — российское интернет-издание о бизнесе, стартапах, инновациях, маркетинге и технологиях. В рейтинге «Медиалогии» среди тематических изданий в сфере ИТ и телеком за 3 квартал 2019 года занимает первое место. Входит в Издательский дом «Комитет».

## История
«Цукерберг позвонит» вырос из личного блога «о провалах в SMM», который в ноябре 2010 года начал вести Андрей Загоруйко, долгое время скрывавший своё настоящее имя под псевдонимом Саша Пеганов. Расширив со временем число тем и количество ежедневно выходящих материалов, «Цукерберг позвонит» стал одним из самых популярных российских тематических СМИ.
Растущая популярность издания, отсылка к имени Марка Цукерберга и провокационный адрес сайта — facebookru.com — привлекли внимание юристов Facebook. В апреле 2012 они направили в адрес редакции требование перестать использовать в названии товарный знак соцсети. В результате «Цукерберг позвонит» был вынужден сменить адрес сайта на siliconrus.com, но при этом оставил за изданием привычное название.
Александр Пеганов получил премию РОТОР-2012 как «редактор года». Премию получил и сам «Цукерберг позвонит», войдя в тройку лучших сайтов об информационных технологиях и телекоммуникациях. Он разделил призовые места с Roem.ru и 3DNews.
Весной 2013 в интервью «Коммерсанту» Загоруйко анонсировал дочерний проект «Цукерберг позвонит» — базу данных о стартапах и инвесторах, аналог американского AngelList. Проект привлёк 100 тысяч долларов от фонда Vaizra Capital, получил название Spark и был открыт в конце июля. За год в базе зарегистрировались около двух тысяч стартапов, но от изначальной модели пришлось отказаться.
Выручка «Цукерберг позвонит» в 2013 году составила 3 млн рублей, чистая прибыль — 501 тысяча рублей.

### «Комитет»

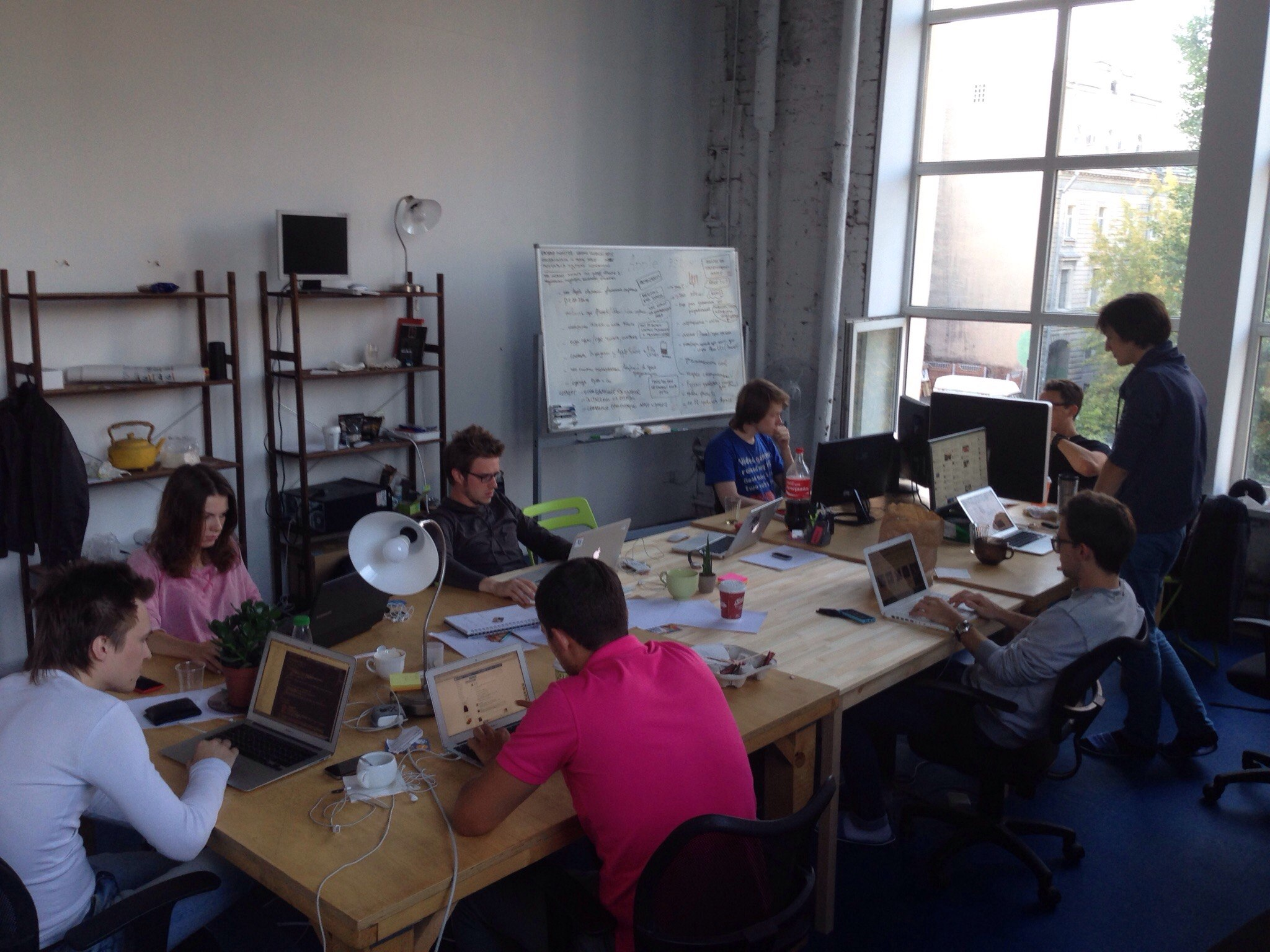
Старая редакция «Комитета» в Санкт-Петербурге, 2014 год

17 апреля 2014 было объявлено, что «Цукерберг позвонит» и TJournal объединяются в один издательский дом «Комитет». Ещё до того оба издания сотрудничали друг с другом, в частности для продажи рекламы на сайтах пользовались услугами агентства Druzhba Media. Помимо оптимизации процессов и обмена технологиями, одной из важнейших причин реогранизации назван общий инвестор двух проектов — Vaizra Capital — совместный фонд Льва Левиева и Вячеслава Мирилашвили, бывших совладельцев «ВКонтакте».
Объединение повлекло смену ролей: главным редактором «Цукерберг позвонит» был назначен Константин Панфилов, шеф-редактором — Филипп Концаренко. Развитием проектов «Комитета» занялся бывший пресс-секретарь «ВКонтакте» Владислав Цыплухин, техническим директором стал Илья Чекальский. Андрей Загоруйко возглавил отдел продаж и спецпроектов. В октябре 2014 Андрей Загоруйко, возглавлявший коммерческий отдел, полностью отошёл от оперативного участия в созданном им проекте.
8 октября 2014 «Комитет» объявил о перезапуске Spark.ru как платформы для обмена опытом между российскими ИТ-проектами. В 2018 году Spark был продан компании МТТ (Межрегиональный ТранзитТелеком).
Издание Roem.ru приводило финансовые данные TJournal и vc.ru по итогам 2014 года: два издания показали выручку в 12,5 млн рублей и чистый убыток в 13,6 млн.
28 июля 2015 Роскомнадзор, исполняя решение суда, внёс сайт издания в реестр запрещенных сайтов за статью 2013 года «Что такое биткоины и кому они нужны?». Позднее суд пояснил, какая именно часть статьи стала причиной запрета. Два дня спустя редакция удалила из статьи предложение, которое содержало «информацию о легализации (отмыванию) доходов, полученных преступным путём», после чего сайт был исключён из реестра.

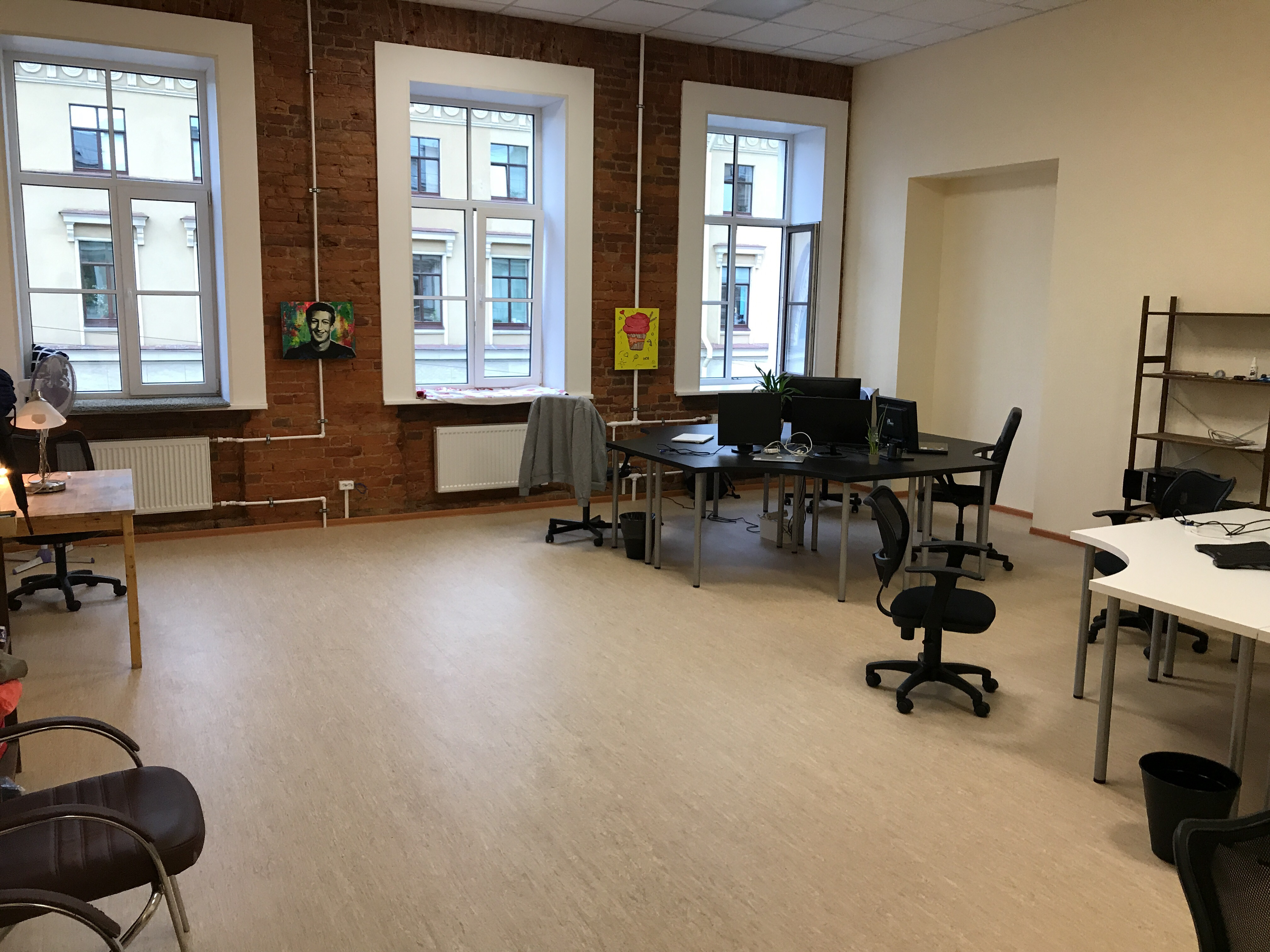
Редакция «Комитета» в Санкт-Петербурге, 2017—2018 годы.

### vc.ru
В сентябре 2015 года был проведён ребрендинг: издание отказалось от привычного имени и старого домена в пользу vc.ru (сокращение от английской фразы «Venture Capital»). Вместе с этим было объявлено о расширении тематики — отныне на сайте будут появляться заметки, связанные с бизнесом вообще, а не только со сферой IT. Тогда же главный редактор Константин Панфилов привёл цифры по посетителям: за год аудитория издания выросла почти втрое — с 570 тысяч до 1,7 миллиона уникальных посетителей в месяц. В тот же день Владислав Цыплухин допустил, что издание в перспективе нескольких лет может быть продано.
В начале июня 2016 года было объявлено, что ИД «Комитет» возглавит Даниль Хасаншин, бывший digital-директор в журналах MAXIM, Elle и «Вокруг света». Ранее на протяжении двух лет он был соведущим рубрики GrowthHacks на сайте vc.ru.